# Dipartimento di Orán
Orán è un dipartimento argentino, situato nella parte settentrionale della provincia di Salta, con capoluogo San Ramón de la Nueva Orán.
Esso confina a nord con i dipartimenti di Santa Victoria, Iruya e General San Martín e con la repubblica della Bolivia; a est con il dipartimento di Rivadavia; a sud con quello di Anta e ad ovest con la provincia di Jujuy.
Secondo il censimento del 2010, su un territorio di 11.892 km², la popolazione ammontava a 138.838 abitanti, con un aumento demografico dell'11,9% rispetto al censimento del 2001.
Il dipartimento, nel 2001, è suddiviso in 5 comuni (municipios):
- San Ramón de la Nueva Orán
- Pichanal
- Colonia Santa Rosa
- Hipólito Yrigoyen
- Urundel